# Buckeye (Iowa)
Pour les articles homonymes, voir Buckeye.
Buckeye est une ville du comté de Hardin, en Iowa, aux États-Unis. Elle est fondée en 1901, lorsque le chemin de fer est construit dans la région.

## Source de la traduction
- (en) Cet article est partiellement ou en totalité issu de l’article de Wikipédia en anglais intitulé « Buckeye, Iowa » (voir la liste des auteurs).